# 강천초등학교 (충북)
강천초등학교는 대한민국 충청북도 충주시 앙성면 목미리에 있었던 공립 초등학교이다.

## 학교 연혁
- 1934년 3월 31일 : 앙성공립보통학교 부설 강천간이학교 인가
- 1943년 3월 31일 : 강천공립국민학교 승격
- 1943년 4월 6일 : 강천공립국민학교 개교
- 1986년 1월 1일 : 벽지학교 지정.
- 1995년 3월 1일 : 강천초등학교로 개칭.
- 2015년 3월 1일 : 도지정 수업역량강화 연구학교로 지정, 초등학교 6학급, 병설유치원 1학급 편성.
- 2019년 2월 28일 : 폐교[1]

## 참고 자료
- 강천초등학교 - 한국교육학술정보원 학교알리미